# Coppa CEV 1998-1999 (femminile)
La Coppa CEV di pallavolo femminile 1998-1999 è stata la 19ª edizione del terzo torneo pallavolistico europeo per squadre di club; iniziata con la fase preliminare il 27 novembre 1998, si è conclusa con la final-four di Napoli, in Italia, il 21 marzo 1999. Al torneo hanno partecipato 51 squadre e la vittoria finale è andata per la prima volta al Centro Ester Pallavolo.

## Squadre partecipanti
| - Ala Nun'Álvares - Albacete - Nikī Alexandroupolīs - TVC Amstelveen - AMVJ - Luka Bar - Poštar - CJD Berlin - Bratislavský - Kovrovschik Brest - RATB Bucarest - NIM SE - Diego Porcelos | - Dinamo-Metar - Teuta - Uraločka - Galatasaray - Genève-Elite - Vanajan - Herentals - Ti-Volley Innsbruck - Güneş Sigorta - Kaštela - Klagenfurt - Klepp VBK - Koper | - Apollōn Limassol - Iskra Luhans'k - Kamunal'nik Mahilëŭ - ASPTT Mulhouse - Münster - Centro Ester - Novo Mesto - Dynamo-Dženestra - Olomouc - KFUM Oslo - 80 Pétange - Argeș - Maccabi Ra'anana | - Rijeka - Canottieri Aniene - Filathlītikos Salonicco - Dobrinja - Željezničar Sarajevo - Kanti - Studenti Tirana - Jelovica Tuzla - Vilacondense - Villebon - Mosan Yvoir - SK ZU Zilina |

## Primo turno

### Squadre qualificate
| - Albacete - AMVJ - NIM SE - Uraločka - Galatasaray - Herentals | - Iskra Luhans'k - Münster - Olomouc - Argeș - Villebon - SK ZU Zilina |

## Ottavi di finale

### Squadre qualificate
- NIM SE
- Uraločka
- Herentals
- Güneş Sigorta
- Iskra Luhans'k
- Münster
- Centro Ester
- Canottieri Aniene

## Quarti di finale

### Squadre qualificate
| - Uraločka - Herentals - Iskra Luhans'k - Centro Ester |

## Final-four
La final four si è disputata a Napoli (Italia).
Le semifinali si sono giocate il 20 marzo mentre le finali per il terzo e il primo posto il 21 marzo.

### Finali 1º - 3º posto
|  | Semifinali     | Semifinali     | Semifinali     |                |              | Finale 1º/2º posto | Finale 1º/2º posto | Finale 1º/2º posto |  |
|  |                |                |                |                |              |                    |                    |                    |  |
|  | Iskra Luhans'k | Iskra Luhans'k | 3              |                |              |                    |                    |                    |  |
|  | Iskra Luhans'k | Iskra Luhans'k | 3              |                |              |                    |                    |                    |  |
|  | Herentals      | Herentals      | 1              |                |              |                    |                    |                    |  |
|  | Herentals      | Herentals      | 1              |                | Centro Ester | Centro Ester       | 3                  |                    |  |
|  |                |                |                |                | Centro Ester | Centro Ester       | 3                  |                    |  |
|  |                |                | Iskra Luhans'k | Iskra Luhans'k | 0            |                    |                    |                    |  |
|  | Uraločka       | Uraločka       | Iskra Luhans'k | Iskra Luhans'k | 0            | 0                  |                    |                    |  |
|  | Uraločka       | Uraločka       |                |                |              | 0                  |                    |                    |  |
|  | Centro Ester   | Centro Ester   | 3              |                |              | Finale 3º/4º posto | Finale 3º/4º posto | Finale 3º/4º posto |  |
|  | Centro Ester   | Centro Ester   | 3              |                |              |                    |                    |                    |  |
|  |                |                |                |                |              |                    |                    |                    |  |
|  |                |                |                |                |              | Uraločka           | Uraločka           | 3                  |  |
|  |                |                |                |                |              | Uraločka           | Uraločka           | 3                  |  |
|  |                |                |                |                |              | Herentals          | Herentals          | 1                  |  |